# Harbor Point (gebouw)
Harbor Point is een wolkenkrabber in Chicago, Verenigde Staten. Het gebouw staat op 155 North Harbor Drive. De bouw van de woontoren begon in 1972 en werd in 1975 voltooid.

## Ontwerp
Harbor Point is 167,64 meter hoog en telt 54 verdiepingen. Het is door Solomon, Cordwell, Buenz and Associates in de Internationale Stijl ontworpen.
De vorm van het gebouw wordt verkregen door drie ronde torens op een driehoek te zetten. Het gebouw bevat 742 woningen, een zwembad, een zonnedek en een fitnesscentrum.